# Saint-Sulpice-de-Roumagnac
Saint-Sulpice-de-Roumagnac – miejscowość i gmina we Francji, w regionie Nowa Akwitania, w departamencie Dordogne. Nazwa miejscowości pochodzi od imienia św. Sulpicjusza.
Według danych na rok 1990 gminę zamieszkiwały 232 osoby, a gęstość zaludnienia wynosiła 22 osób/km² (wśród 2290 gmin Akwitanii Saint-Sulpice-de-Roumagnac plasuje się na 945. miejscu pod względem liczby ludności, natomiast pod względem powierzchni na miejscu 1025.).